# غرداز (غوغر)
غرداز (بالفارسية: گرداز) هي قرية تقع في إيران في قسم غوغر الريفي.